# Leichtathletik-Weltmeisterschaften 2013/110 m Hürden der Männer

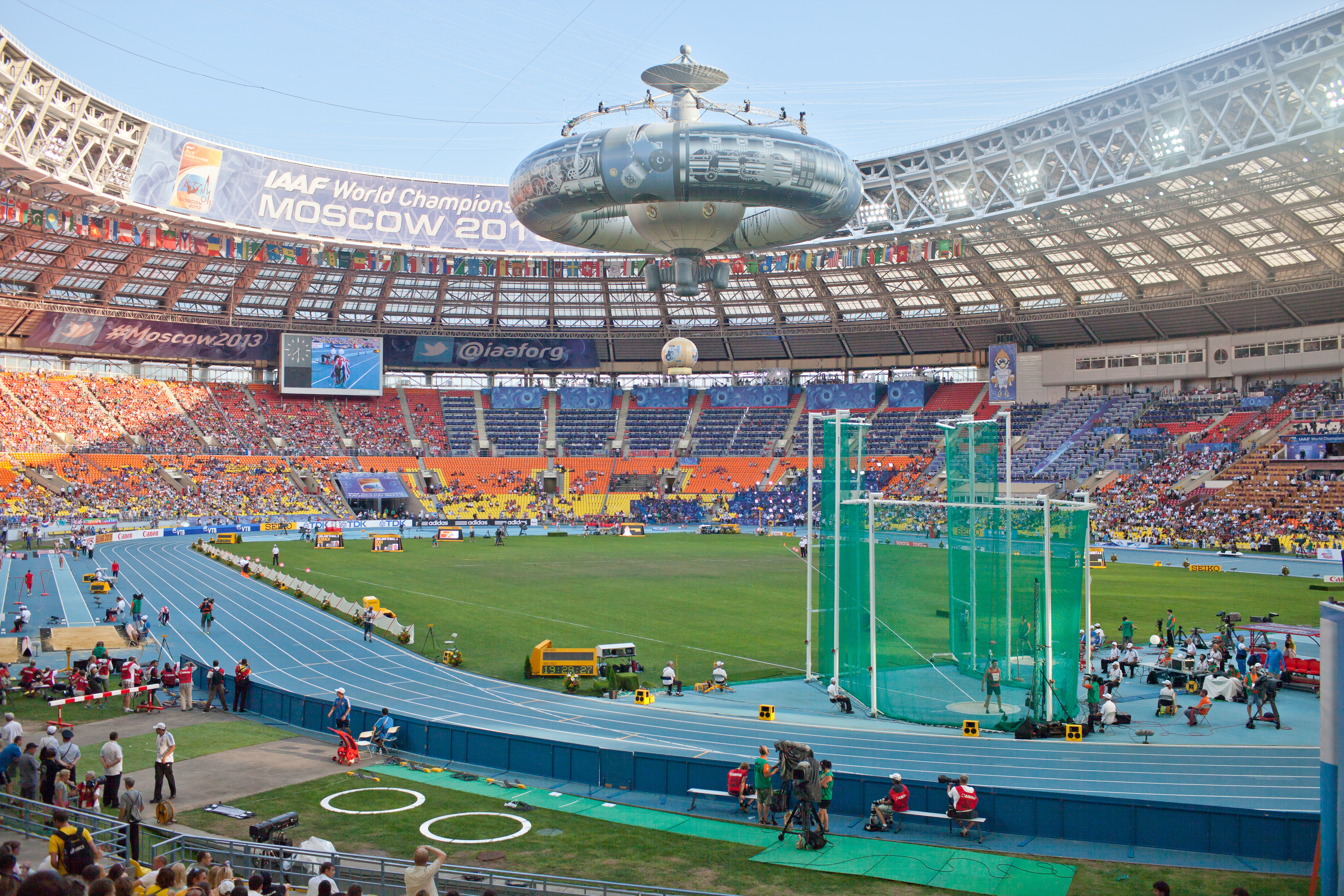
Das Olympiastadion Luschniki während der Weltmeisterschaften

Der 110-Meter-Hürdenlauf der Männer bei den Leichtathletik-Weltmeisterschaften 2013 wurde am 11. und 12. August 2013 im Olympiastadion Luschniki der russischen Hauptstadt Moskau ausgetragen.
In diesem Wettbewerb erzielten die US-amerikanischen Hürdensprinter einen Doppelsieg. Weltmeister wurde der Olympiadritte von 2008 David Oliver. Er gewann vor Ryan Wilson. Bronze ging an den amtierenden Europameister Sergei Schubenkow aus Russland.

## Bestehende Rekorde
| Weltrekord | 12,87 s | Dayron Robles | Ostrava, Tschechien               | 12. Juni 2008   |
| WM-Rekord  | 12,91 s | Colin Jackson | WM 1993 in Stuttgart, Deutschland | 20. August 1993 |

Der bestehende WM-Rekord wurde bei diesen Weltmeisterschaften nicht eingestellt und nicht verbessert.

## Vorrunde
Die Vorrunde wurde in vier Läufen durchgeführt. Die ersten drei Athleten pro Lauf – hellblau unterlegt – sowie die darüber hinaus vier zeitschnellsten Läufer – hellgrün unterlegt – qualifizierten sich für das Halbfinale.

### Vorlauf 1
11. August 2013, 9:40 Uhr
Wind: +0,5 m/s
| Platz | Name                 | Nation                       | Zeit (s) |
| ----- | -------------------- | ---------------------------- | -------- |
| 1     | Jason Richardson     | USA                          | 13,33    |
| 2     | Konstantin Schabanow | Russland                     | 13,38    |
| 3     | Ryan Brathwaite      | Barbados                     | 13,40    |
| 4     | Mikel Thomas         | Trinidad und Tobago          | 13,41    |
| 5     | Hansle Parchment     | Jamaika                      | 13,43    |
| 6     | Eddie Lovett         | Amerikanische Jungferninseln | 13,52    |
| 7     | Martin Mazác         | Tschechien                   | 13,52    |
| 8     | Jiang Fan            | Volksrepublik China          | 13,87    |
| 9     | Iong Kim Fai         | Macau                        | 15,10    |

### Vorlauf 2

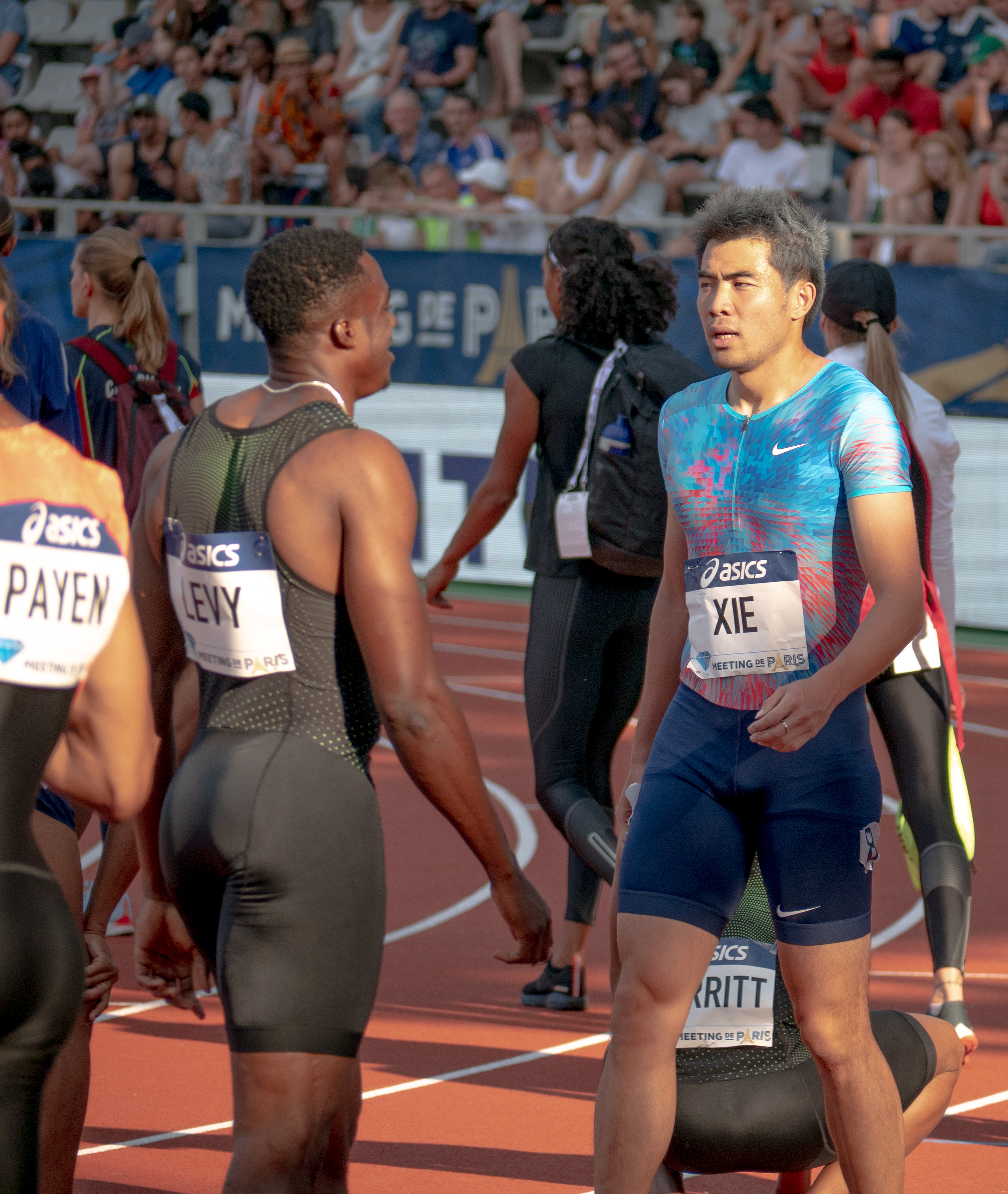
Xie Wenjun – ausgeschieden als Vierter in 13,59 s
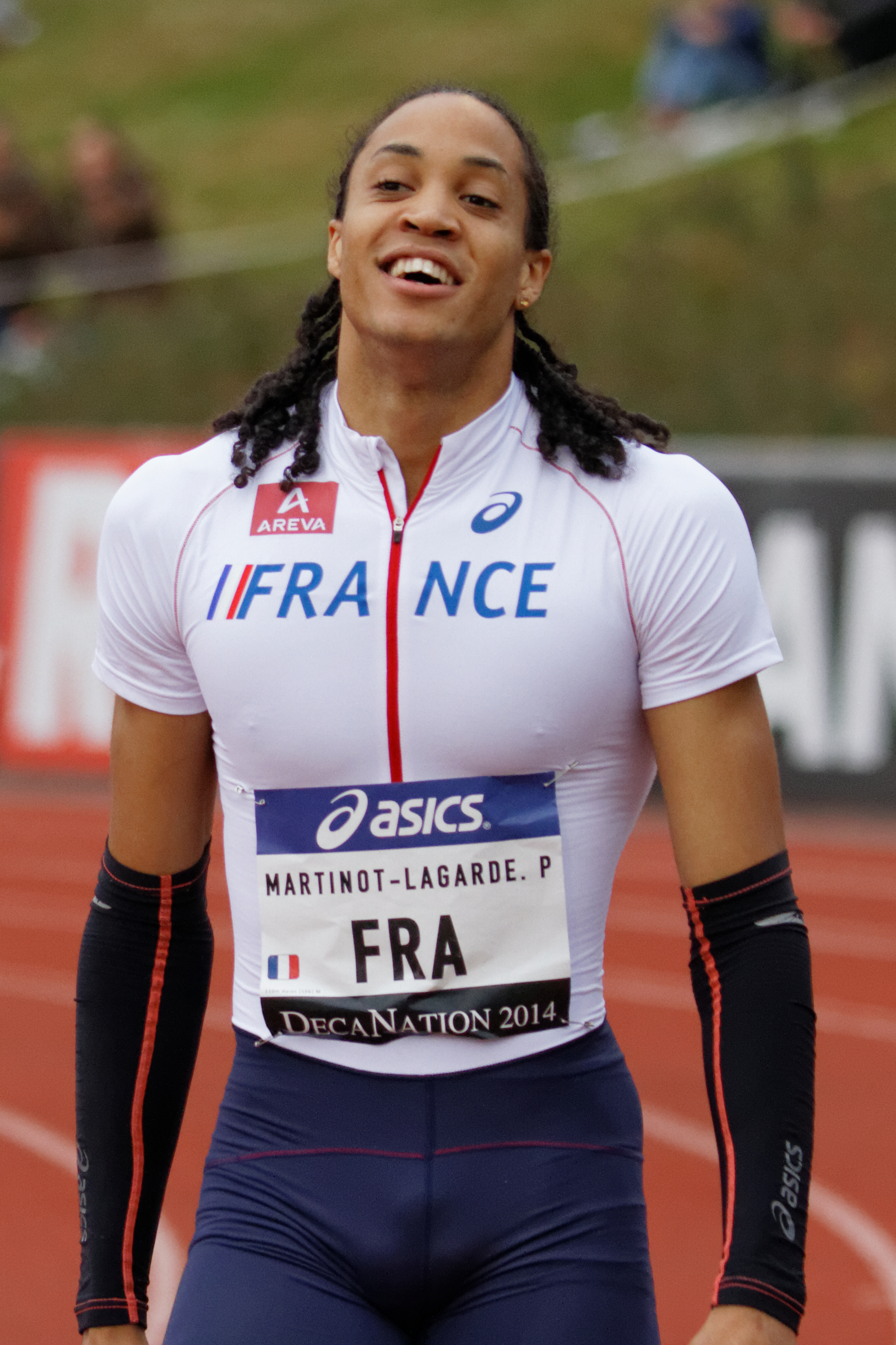
Pascal Martinot-Lagarde – ausgeschieden als Fünfter in 13,63 s

11. August 2013, 9:49 Uhr
Wind: −0,3 m/s
| Platz | Name                    | Nation              | Zeit (s) |
| ----- | ----------------------- | ------------------- | -------- |
| 1     | Ryan Wilson             | USA                 | 13,37    |
| 2     | Wayne C. Davis II       | Trinidad und Tobago | 13,38    |
| 3     | William Sharman         | Großbritannien      | 13,51    |
| 4     | Xie Wenjun              | Volksrepublik China | 13,59    |
| 5     | Pascal Martinot-Lagarde | Frankreich          | 13,63    |
| 6     | Philip Nossmy           | Schweden            | 13,66    |
| 7     | Jorge McFarlane         | Peru                | 13,93    |
| 8     | Xaysa Anousone          | Laos                | 16,21    |

### Vorlauf 3

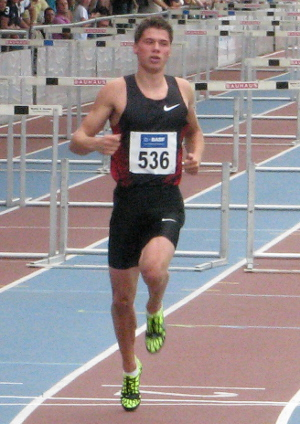
Erik Balnuweit – ausgeschieden als Fünfter in 13,68 s
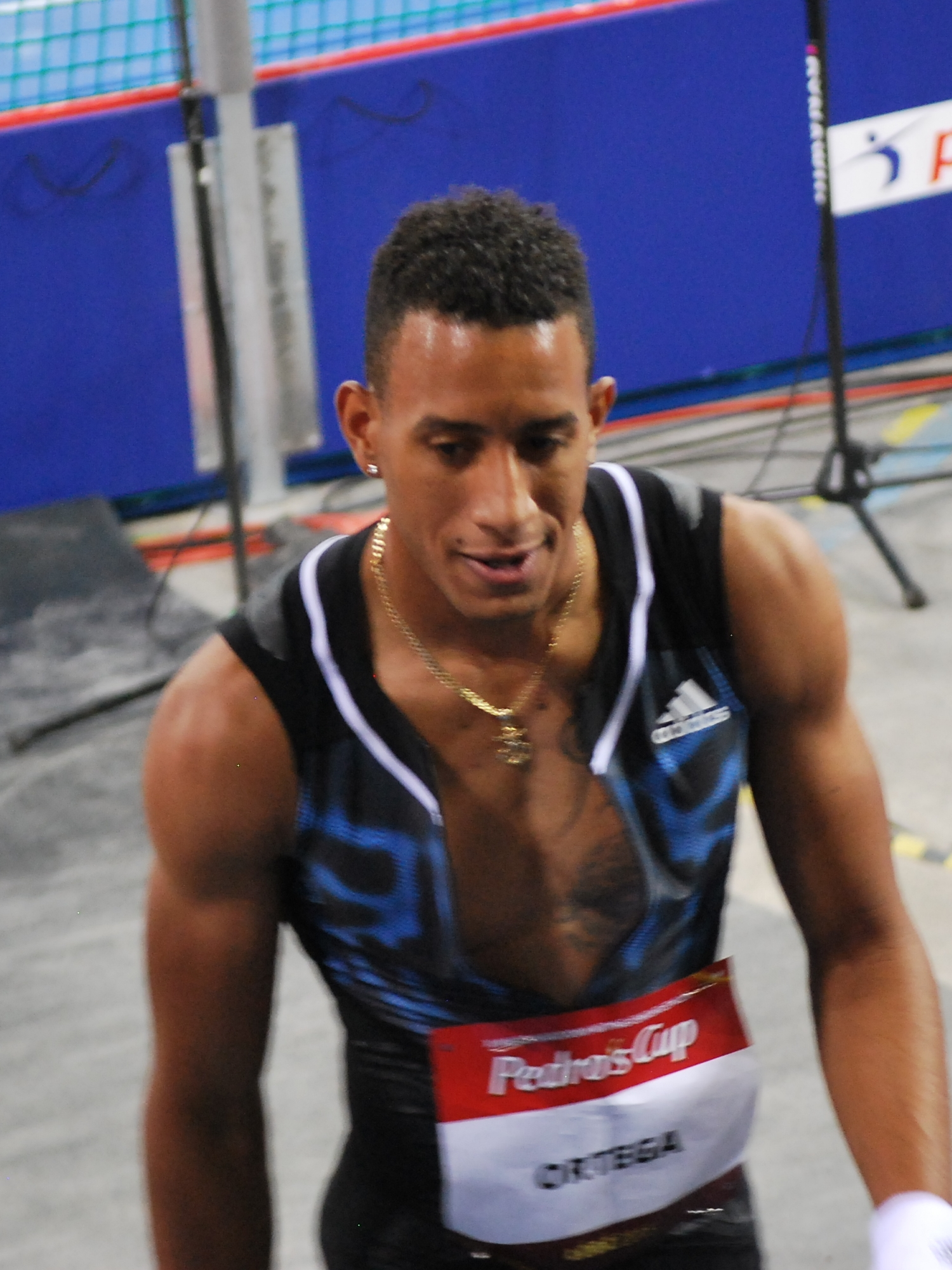
Orlando Ortega – ausgeschieden als Sechster in 13,69 s

11. August 2013, 9:58 Uhr
Wind: +0,5 m/s
| Platz | Name                    | Nation      | Zeit (s) |
| ----- | ----------------------- | ----------- | -------- |
| 1     | Aries Merritt           | USA         | 13,32    |
| 2     | Thomas Martinot-Lagarde | Frankreich  | 13,33    |
| 3     | Balázs Baji             | Ungarn      | 13,36    |
| 4     | Gregory Sedoc           | Niederlande | 13,50    |
| 5     | Erik Balnuweit          | Deutschland | 13,68    |
| 6     | Orlando Ortega          | Spanien     | 13,69    |
| 7     | Othmane Hadj Lazib      | Algerien    | 14,51    |
| DNS   | Dwight Thomas           | Jamaika     |          |

### Vorlauf 4

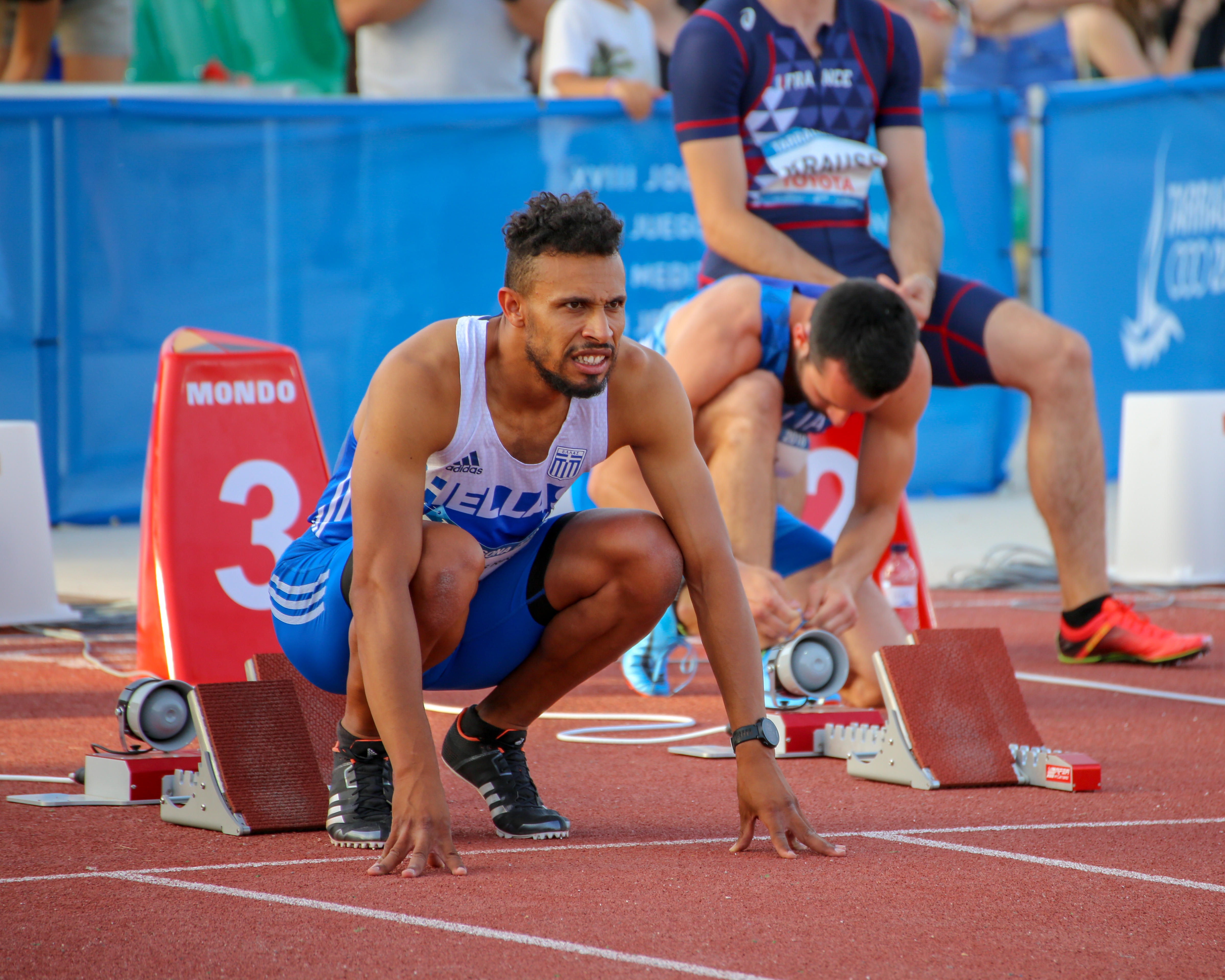
Konstadinos Douvalidis – ausgeschieden als Fünfter in 13,55 s

11. August 2013, 10:07 Uhr
Wind: −0,6 m/s
| Platz | Name                    | Nation       | Zeit (s) |
| ----- | ----------------------- | ------------ | -------- |
| 1     | David Oliver            | USA          | 13,05    |
| 2     | Sergei Schubenkow       | Russland     | 13,16    |
| 3     | Andrew Riley            | Jamaika      | 13,27    |
| 4     | Artur Noga              | Polen        | 13,44    |
| 5     | Konstandinos Douvalidis | Griechenland | 13,55    |
| 6     | Ignacio Morales         | Kuba         | 13,59    |
| 7     | Greggmar Swift          | Barbados     | 13,74    |
| 8     | Rayzam Shah Wan Sofian  | Malaysia     | 14,45    |
| 9     | Jamras Rittidet         | Thailand     | 14,71    |

## Halbfinale
Aus den beiden Halbfinalläufen qualifizierten sich die jeweils ersten drei Athleten – hellblau unterlegt – sowie die darüber hinaus zwei zeitschnellsten Läufer – hellgrün unterlegt – für das Finale.

### Halbfinallauf 1

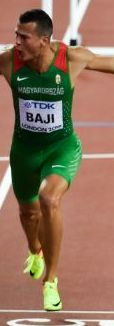
Balázs Baji – ausgeschieden als Fünfter in 13,49 s
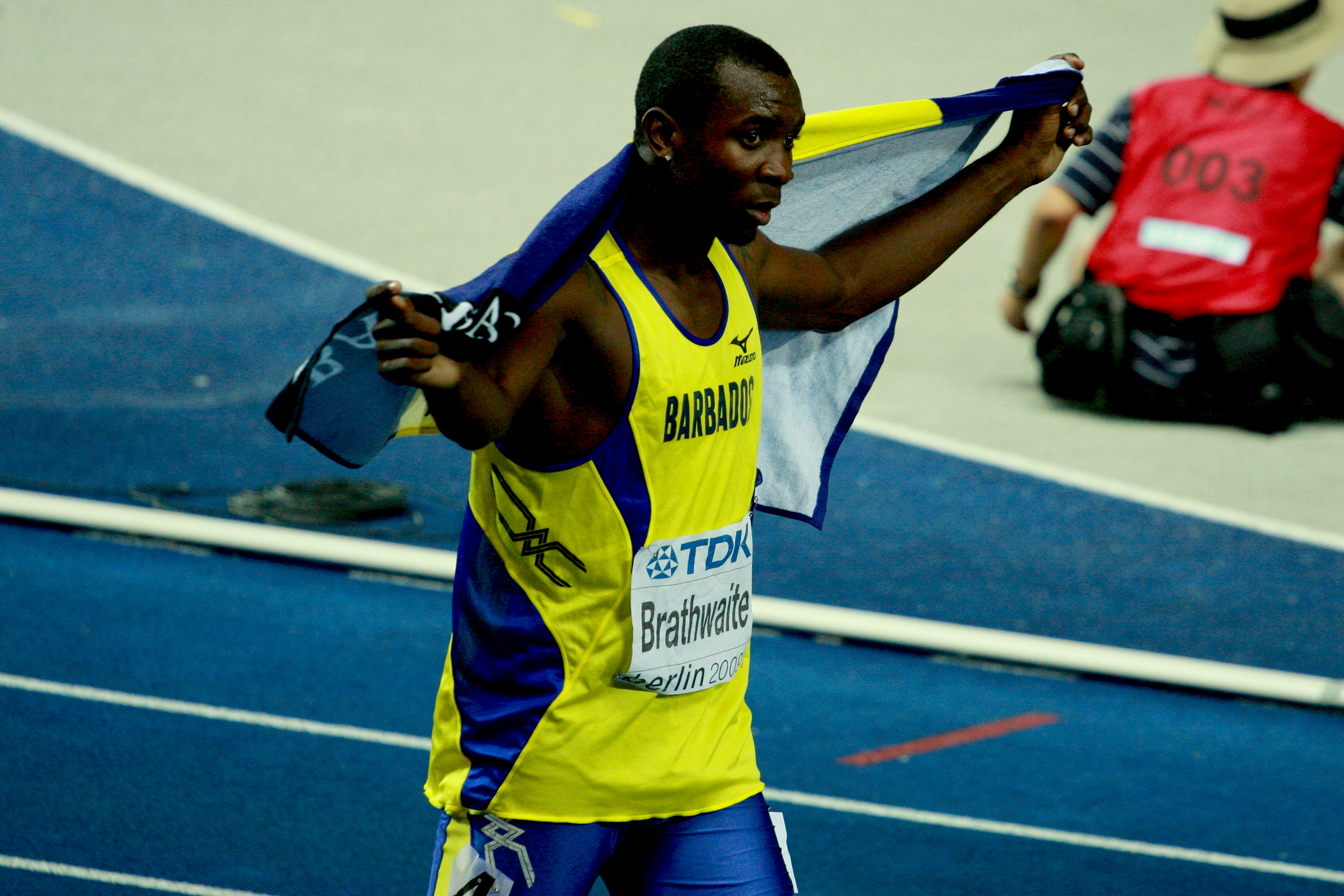
Ryan Brathwaite – ausgeschieden als Sechster in 13,64 s
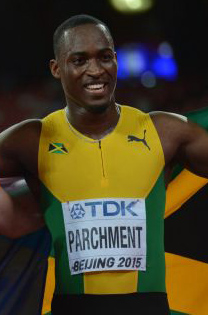
Hansle Parchment, 2012 Olympiadritter erreicht nicht das Ziel

12. August 2013, 19:05 Uhr
Wind: −0,6 m/s
| Platz | Name                    | Nation              | Zeit (s) |
| ----- | ----------------------- | ------------------- | -------- |
| 1     | Jason Richardson        | USA                 | 13,34    |
| 2     | Thomas Martinot-Lagarde | Frankreich          | 13,39    |
| 3     | Aries Merritt           | USA                 | 13,44    |
| 4     | Mikel Thomas            | Trinidad und Tobago | 13,46    |
| 5     | Balázs Baji             | Ungarn              | 13,49    |
| 6     | Ryan Brathwaite         | Barbados            | 13,64    |
| DNF   | Konstantin Schabanow    | Russland            |          |
| DNF   | Hansle Parchment        | Jamaika             |          |

### Halbfinallauf 2

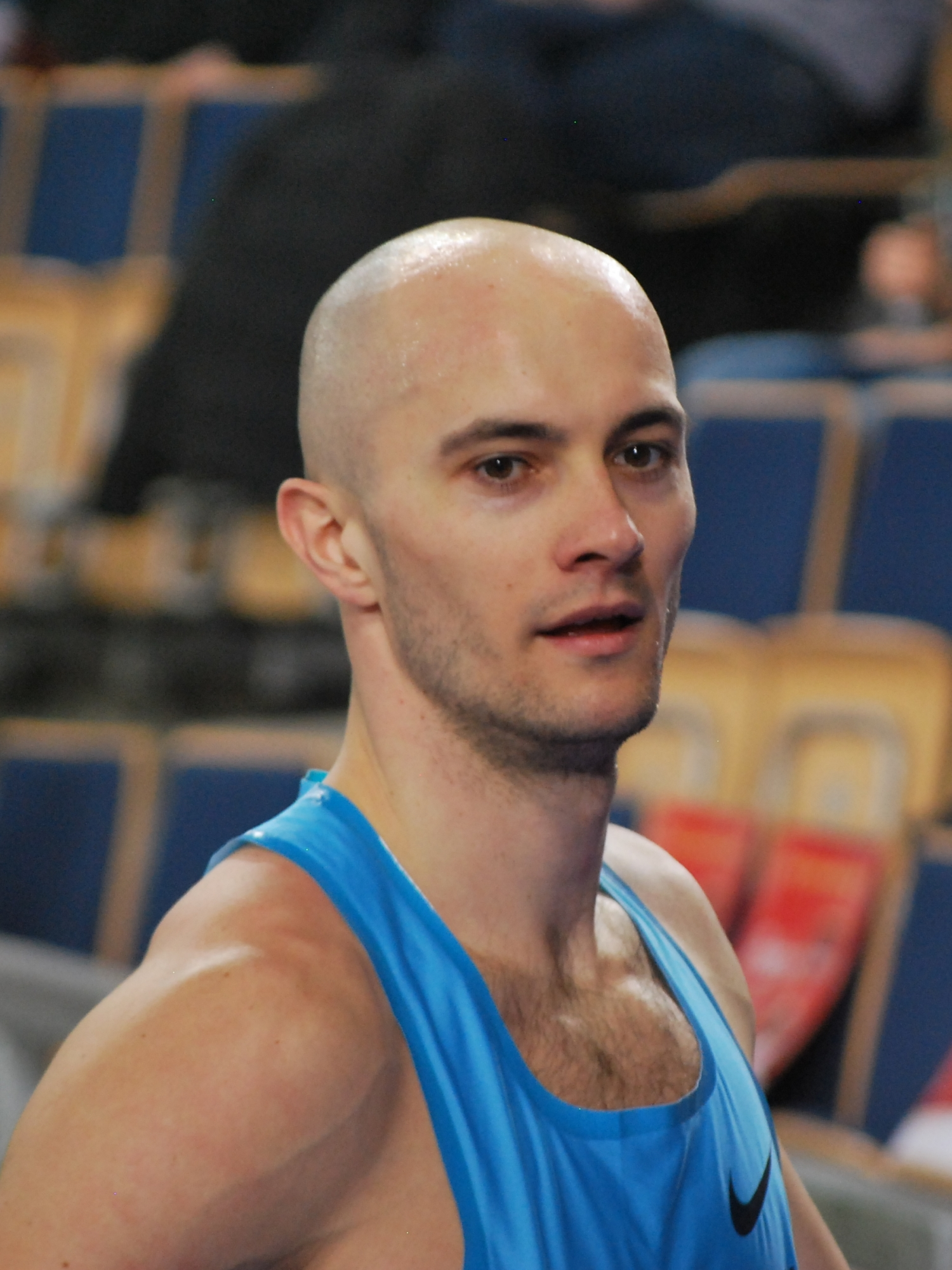
Artur Noga – ausgeschieden als Sechster in 13,35 s
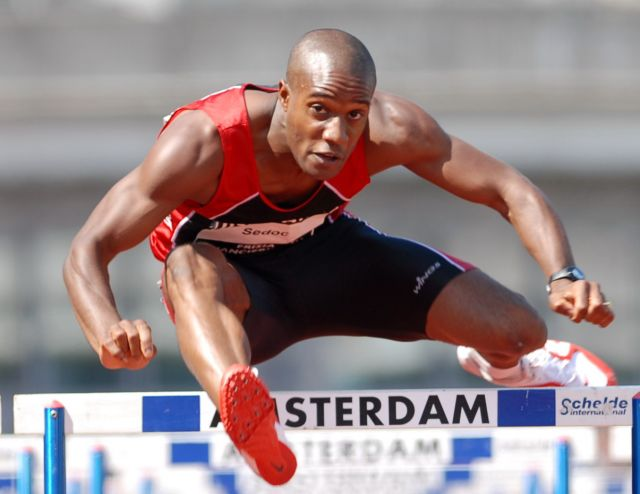
Gregory Sedoc – ausgeschieden als Achter in 13,54 s

12. August 2013, 19:14 Uhr
Wind: −0,6 m/s
| Platz | Name              | Nation              | Zeit (s) |
| ----- | ----------------- | ------------------- | -------- |
| 1     | Sergei Schubenkow | Russland            | 13,17    |
| 2     | David Oliver      | USA                 | 13,18    |
| 3     | Ryan Wilson       | USA                 | 13,20    |
| 4     | Andrew Riley      | Jamaika             | 13,30    |
| 5     | William Sharman   | Großbritannien      | 13,34    |
| 6     | Artur Noga        | Polen               | 13,35    |
| 7     | Wayne C. Davis II | Trinidad und Tobago | 13,47    |
| 8     | Gregory Sedoc     | Niederlande         | 13,54    |

## Finale

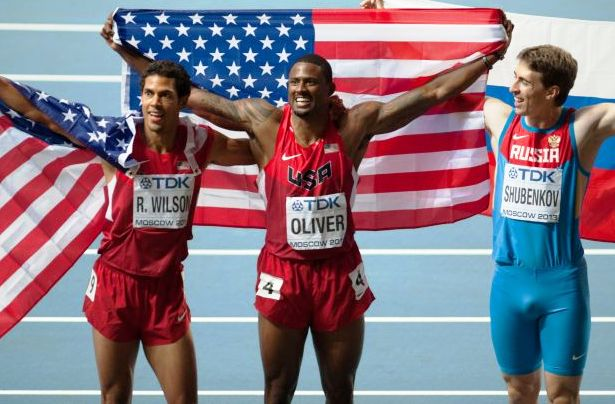
Die Medaillengewinner (v. l. n. r.): Ryan Wilson, David Oliver, Sergei Schubenkow

12. August 2013, 21:30 Uhr
Wind: +0,3 m/s
| Platz | Name                    | Nation         | Zeit (s) |
| ----- | ----------------------- | -------------- | -------- |
| 1     | David Oliver            | USA            | 13,00 WL |
| 2     | Ryan Wilson             | USA            | 13,13    |
| 3     | Sergei Schubenkow       | Russland       | 13,24    |
| 4     | Jason Richardson        | USA            | 13,27    |
| 5     | William Sharman         | Großbritannien | 13,30    |
| 6     | Aries Merritt           | USA            | 13,31    |
| 7     | Thomas Martinot-Lagarde | Frankreich     | 13,42    |
| 8     | Andrew Riley            | Jamaika        | 13,51    |

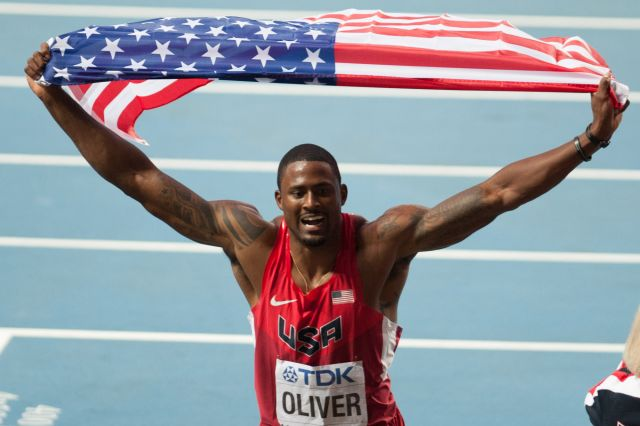
David Oliver – 2008 war er Olympiadritter und nun, fünf Jahre später, wurde er Weltmeister
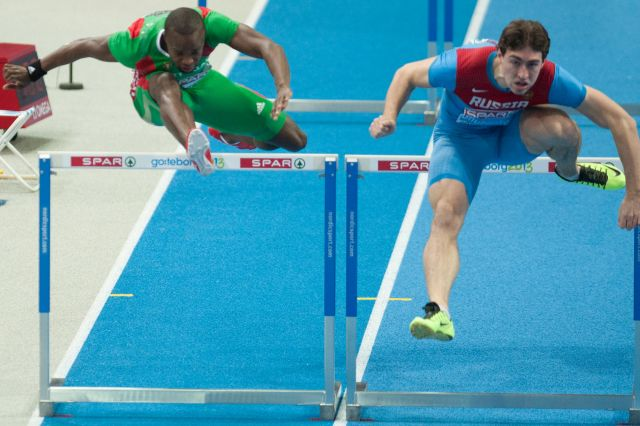
Bronze gewann der amtierende Europameister Sergei Schubenkow (rechts)
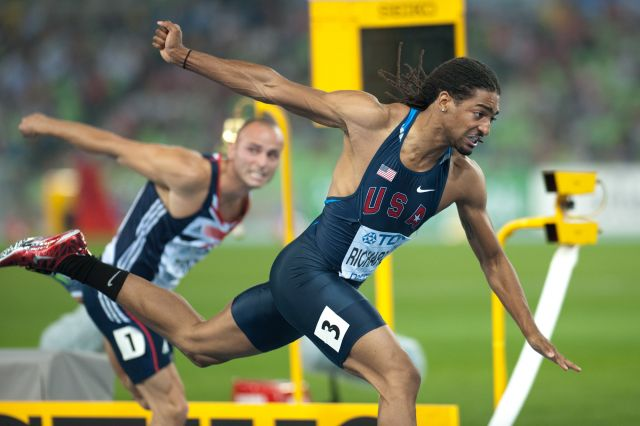
Titelverteidiger Jason Richardson (hier bei seinem WM-Sieg 2011) schrammte um drei Hundertstelsekunden an Bronze vorbei und wurde Vierter

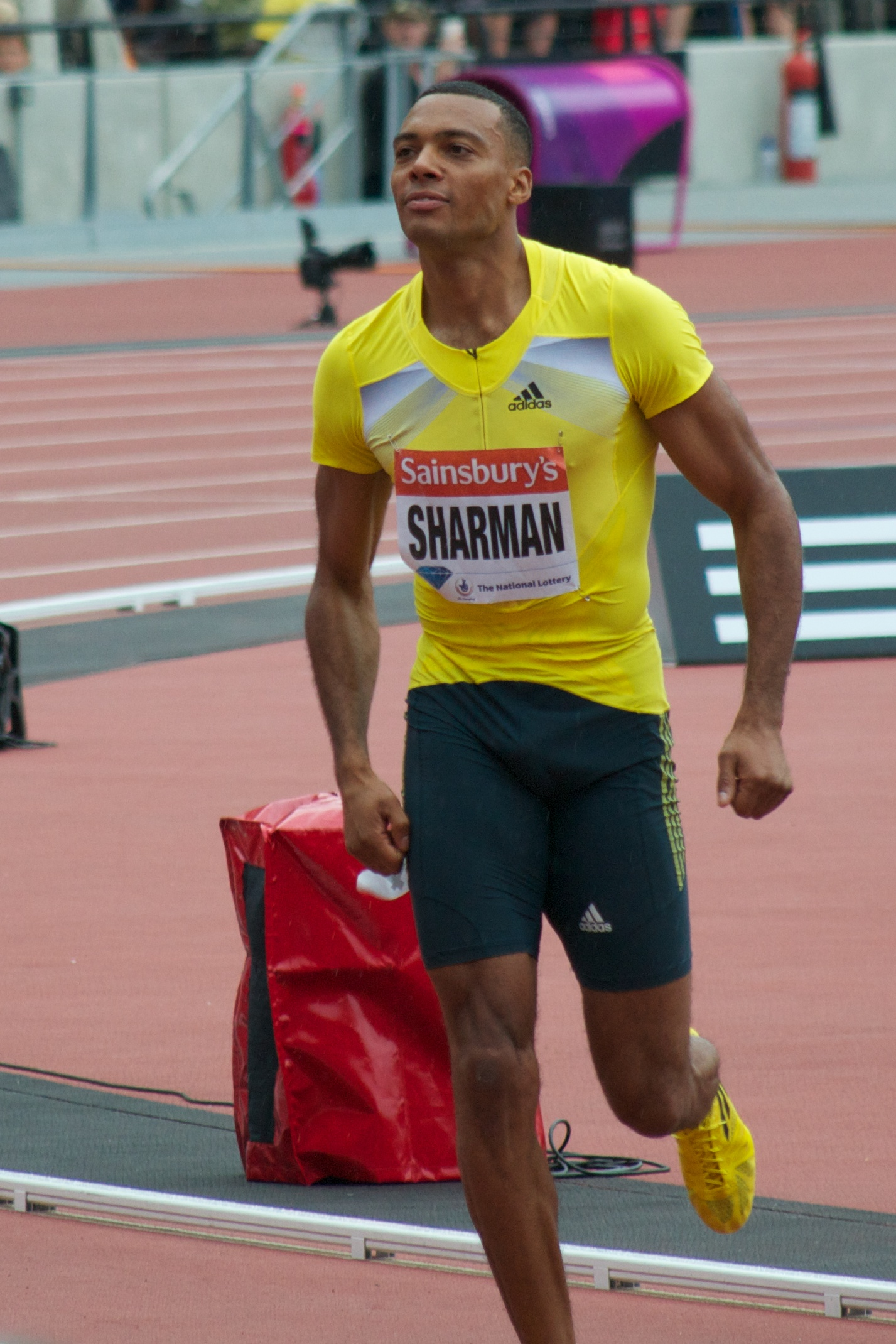
William Sharman kam auf den fünften Platz
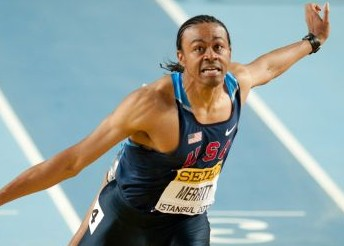
Der sechstplatzierte Aries Merritt

## Video
- Uncut - 110m Hurdles Men Final Moscow 2013, youtube.com, abgerufen am 21. Januar 2021